# Sarcophaga timorensis
Sarcophaga timorensis är en tvåvingeart som först beskrevs av Tadao Kano och Shinonaga 1977.  Sarcophaga timorensis ingår i släktet Sarcophaga och familjen köttflugor. Inga underarter finns listade i Catalogue of Life.